# Ervin Nyíregyházi
Ervin Nyíregyházi, Ervin Nyireghazi, Ervin Nyiregyhazi (Budapest, 19 de gener, 1903 – Los Angeles, 13 d'abril, 1987), va ser un pianista i compositor estatunidenc d'origen hongarès.

## Biografia
El seu pare, Ignác Nyíregyházi (fins al 1902 Fried) (1875–1914), va ser un membre retirat per malaltia del cor de l'Òpera, i la seva mare, fou Mária Borsodi. Ervin va estudiar a l'Acadèmia de Música de Budapest amb István Thomán i Arnold Székely del 1912 al 14, i després a Berlín amb Ernő Dohnányi i Frederich Lamond. Va fer concerts per tota Europa des dels deu anys.
Es va traslladar a Berlín el 1914. El 1928 es va traslladar als Estats Units, on va treballar per a estudis de cinema. El seu cercle d'amics incloïa Béla Lugosi, Rudolph Valentino, Harry Houdini i Gloria Swanson. El 1930, va visitar casa seva per reunir-se amb els seus amics a Budapest. Les actuacions en concerts van estar fora de la seva vida durant dècades, va lluitar contra problemes personals (sense sostre, alcoholisme, deu matrimonis), fins que finalment, als setanta anys, va tornar a actuar com a virtuós del piano.
Géza Révész va publicar diversos estudis sobre el pianista que va emergir com un nen prodigi.

## Les seves pel·lícules
- Coquette (1929, americana, arranjadora)
- The Lost Zeppelin (1929, americana)
- The Soul of a Monster (1944, americana)

## Literatura
- Bazzana, Kevin: Lost Genius: The Story of a Forgotten Musical Maverick. McClelland & Stewart, 2009 ISBN 1551991845

## Informació addicional
- Entrevista televisiva amb Ervin Nyíregyházi de 1978
- Documents – en anglès
- Informació sobre Nyíregyházi Arxivat de Wayback Machine el 27 de setembre de 2011 en anglès
- Geni perdut The Washington Post – en anglès
- Gramophone[enllaç mort] – en anglès
- Ervin Nyíregyházi[enllaç mort]
- Ervin Nyíregyházi, Exalumnes notables al lloc web de l'Acadèmia de Música - en anglès al lloc web de l'Acadèmia de Música - en anglès